# عباس أباد (كاهشنغ)
عباس أباد (بالفارسية: عباس‌آباد) هي مستوطنة تقع في إيران في قسم كاهشنغ الريفي. يقدر عدد سكانها بـ 14 نسمة .